# Bresztovány
Bresztovány[forrás?] (szlovákul Brestovany) község Szlovákiában, a Nagyszombati kerületben, a Nagyszombati járásban. Alsószil, Felsőszil és Felsőlóc egyesítésével keletkezett.

## Fekvése
Nagyszombattól 8 km-re keletre fekszik.

## Élővilága

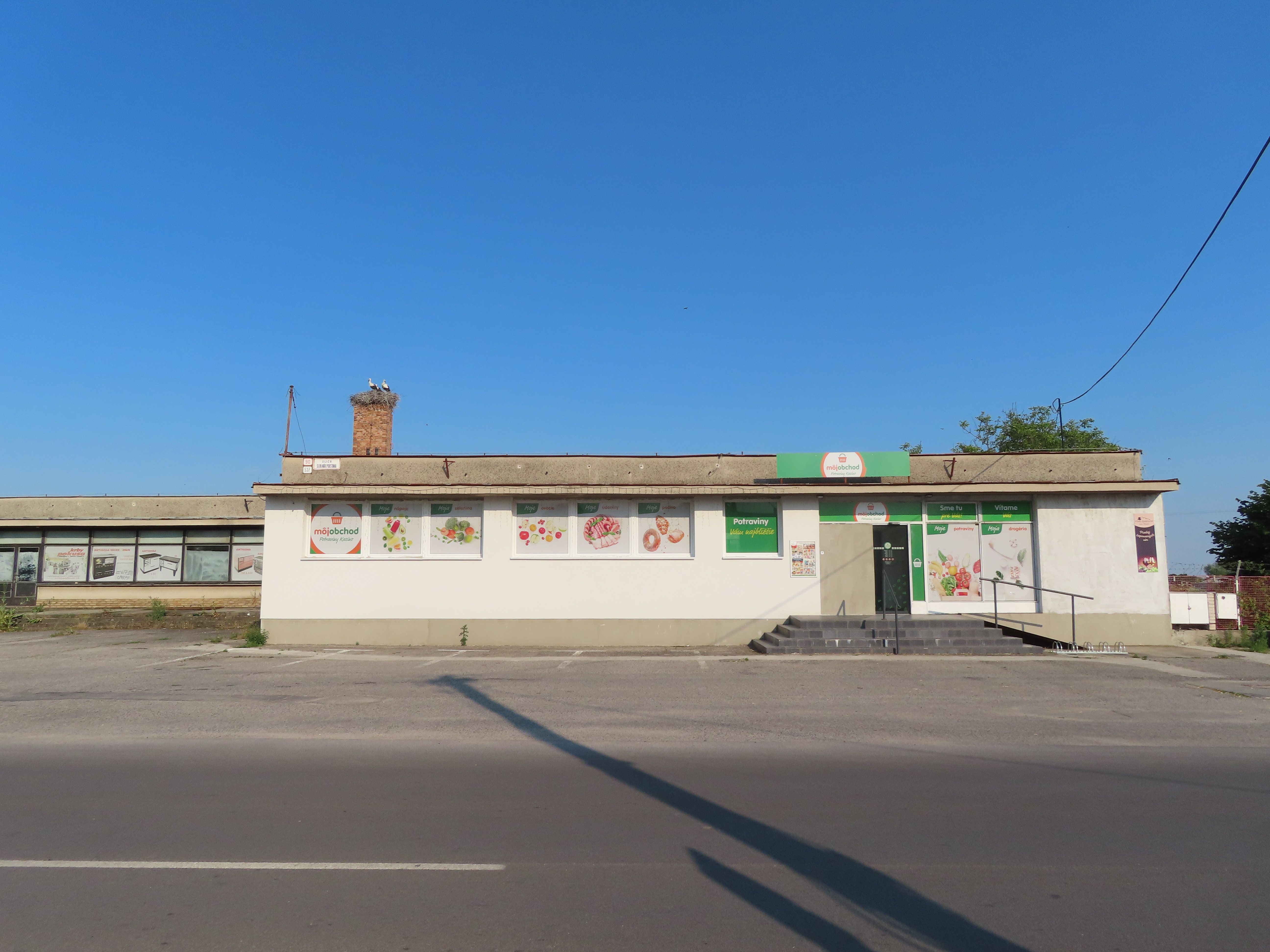
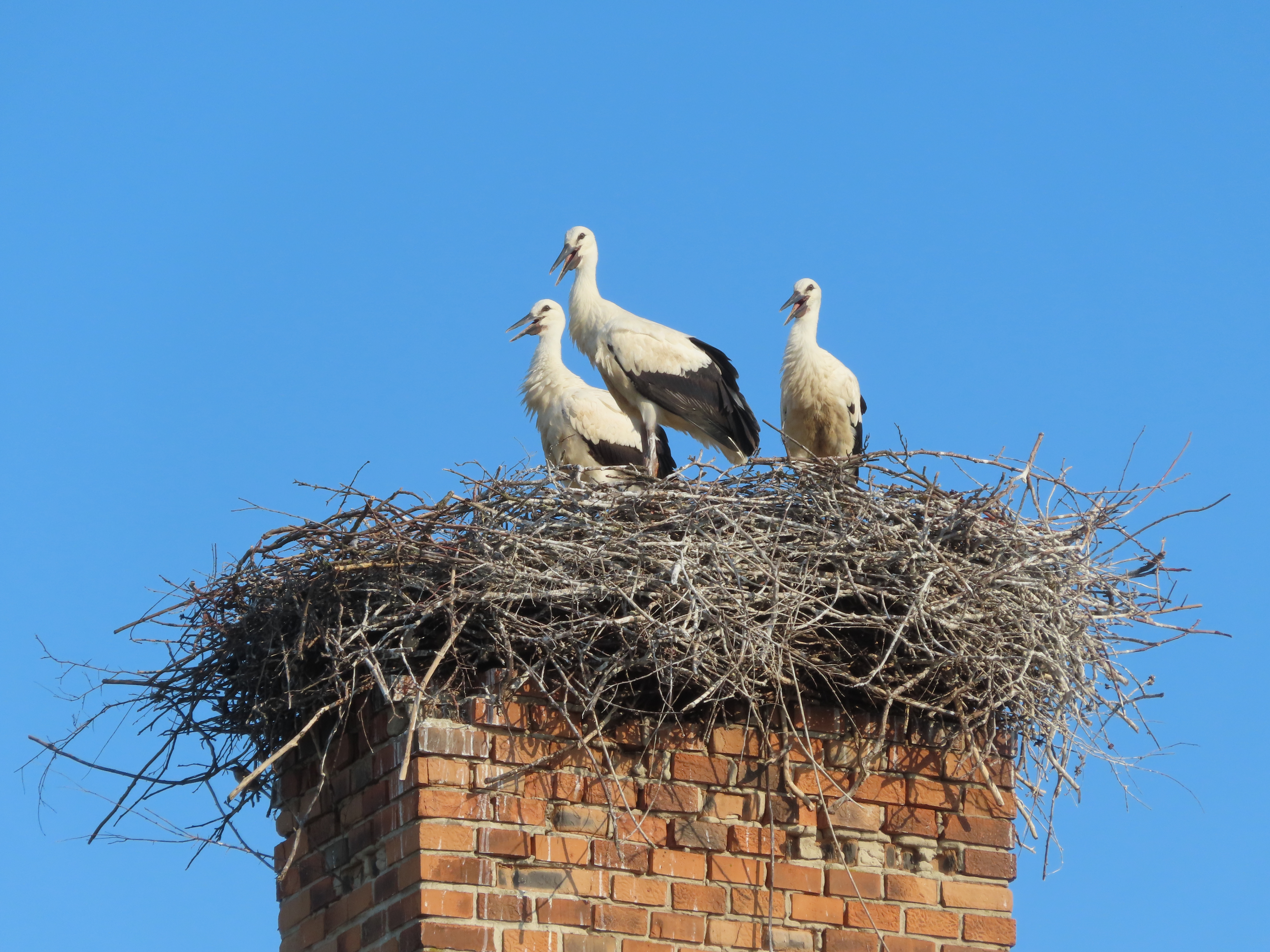

2023-ban 3 gólyafiókát számoltak össze.

## Története
1113-ban a zobori apátság oklevelében a korábbi Felsőszilt villa Bristem, Alsószilt Sila néven említik először. 1241-ben a tatárok a települést elpusztították. 1271-ben a magyar–cseh harcok színtere volt. Egy 1280-as oklevél szerint Bresztovány a nagyszombati királyi uradalomhoz tartozó jobbágyfalu. Nagyszombat bírája arra kéri IV. László királyt, hogy a települést a városnak adja. A gyakori háborúk ellenére a település a 14. században is tovább fejlődött. 1533-ban a környező településekhez hasonlóan a török fosztotta ki és égette fel a falut. 1811-ben hatalmas tűzvész pusztított a faluban. 1824-ben Kisbresztovány birtokosa, Eleonóra a lengyel Zamoysky gróf felesége lett, aki pompás kastélyt épített ide.
Vályi András szerint "BRESZTOVÁNY. Kis Bresztovány. Tót, és elegyes falu Posony Vármegyében, földes Ura Gróf Traun Uraság, lakosai katolikusok, fekszik Nagy Szombattól egy mértföldnyire, nagy Bresztován mellett, mellynek filiája. Határja jó termékenységű, réttyei kövérek, legelőjök hasznos, eladásra alkalmatos helyek, első Osztálybéli."
"BRESZTOVÁNY. Nagy Bresztovány. Tót falu Posony Vármegyében, birtokosa Nagy Szombat Városa, lakosai katolikusok, fekszik Nagyszombat Galgótz, Karkócz, és Bucsán között, Vág vizétől, ’s Galgótztól nem messze, gyönyörű ’s termékeny völgyben. Fája keves, egyébbel bővelkedik. Határja, ’s vagyonnyai is az előbbeni falujéhoz hasonlítók, ’s ez is első Osztálybéli."
"Alsó, és Felső Lócz. Két tót falu Posony Várm. földes Uraik Ambró, és több Uraságok, Felsőnek pedig G. Illésházy Uraság, lakosaik katolikusok, fekszik Alsó Lécz Zavarhoz közel, Felső pedig Nagy Brezoványnak szomszédságában, és annak filiája, földgyeik meg lehetősek, 3 fordúlóra fel van osztva, legelője, fája, réttye, és kevés szőleje Felső Lócznak van, Alsónak pedig határját a’ Vág Dunának áradásai rongállyák."
Fényes Elek szerint "Kis-Bresztovány, tót falu, N.-Bresztovány mellett, 380 katholikus lak."
"Nagy-Bresztovány, tót falu, Pozson vgyében, Nyitra vármegye 432 kath., 6 zsidó lak., kath. paroch. templommal. F. u. N.-Szombat városa."
"Locz (Alsó és Felső), két egymás mellett fekvő tót falu, Poson vmegyében, a Dudvágh mellett, N. Szombathoz 1 mfld. Az első 580 kath., 52 zsidó, a második 340 kath., 5 evang., 32 zsidó lak., s vízimalmokkal F. u. többen."
A trianoni békeszerződésig mindhárom falu Pozsony vármegye Nagyszombati járásához tartozott.

## Népessége
| Év:            | 1994. | 2004.   | 2014.    | 2024.   |
| -------------- | ----- | ------- | -------- | ------- |
| Emberek száma: | 1868  | 2015    | 2554     | 2507    |
| Eltérés:       |       | +7,86 % | +26,74 % | -1,84 % |

| Év:            | 2023. | 2024.   |
| -------------- | ----- | ------- |
| Emberek száma: | 2518  | 2507    |
| Eltérés:       |       | -0,43 % |

2001-ben Bresztovány 1961 lakosából 1945 szlovák volt.
2011-ben Bresztovány 2333 lakosából 2182 szlovák volt.
2021-ben 2622 lakosából 2396 (+7) szlovák, 5 magyar, 1 (+1) cigány, 2 ruszin, 19 (+3) egyéb és 199 ismeretlen nemzetiségű volt.

## Nevezetességei

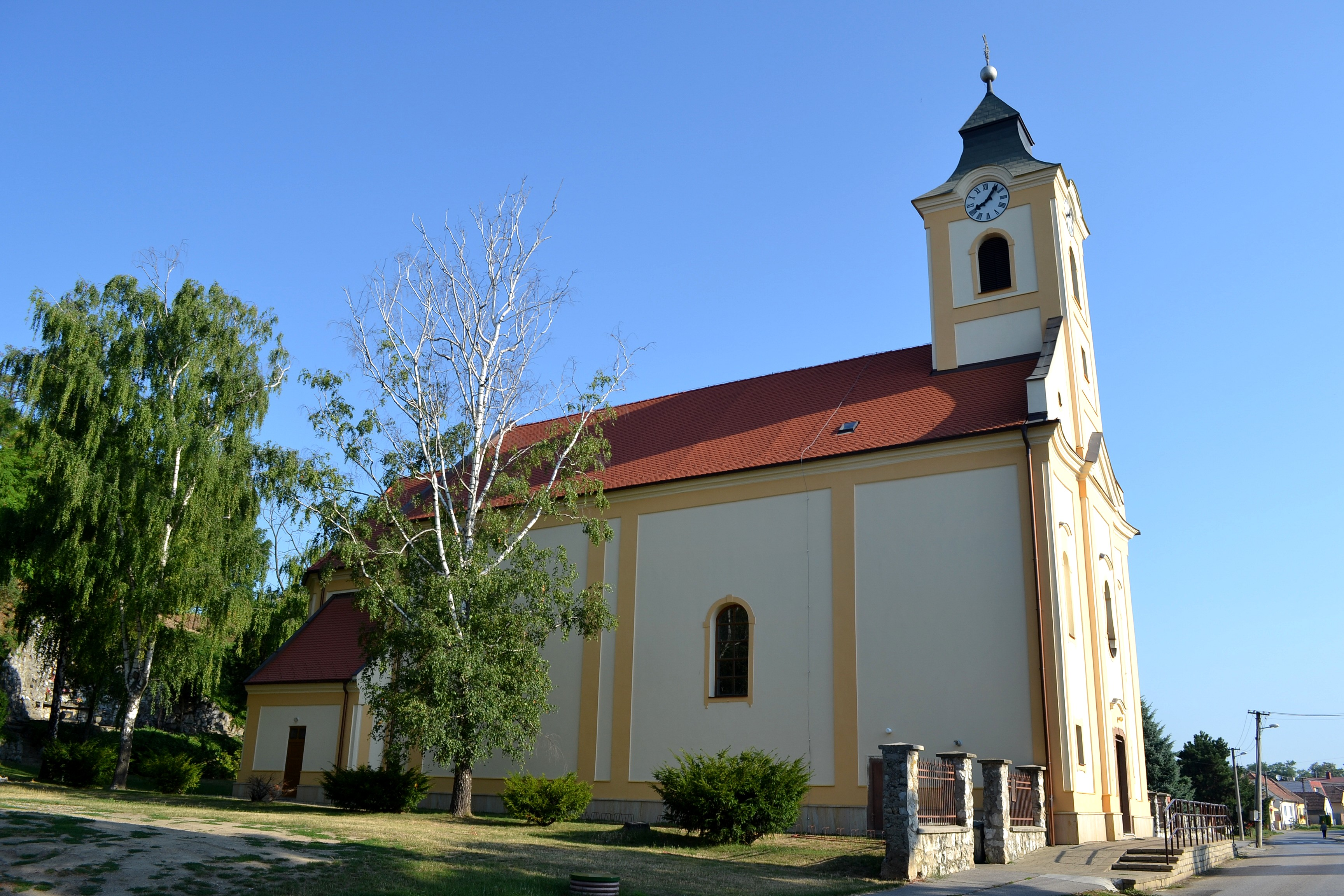
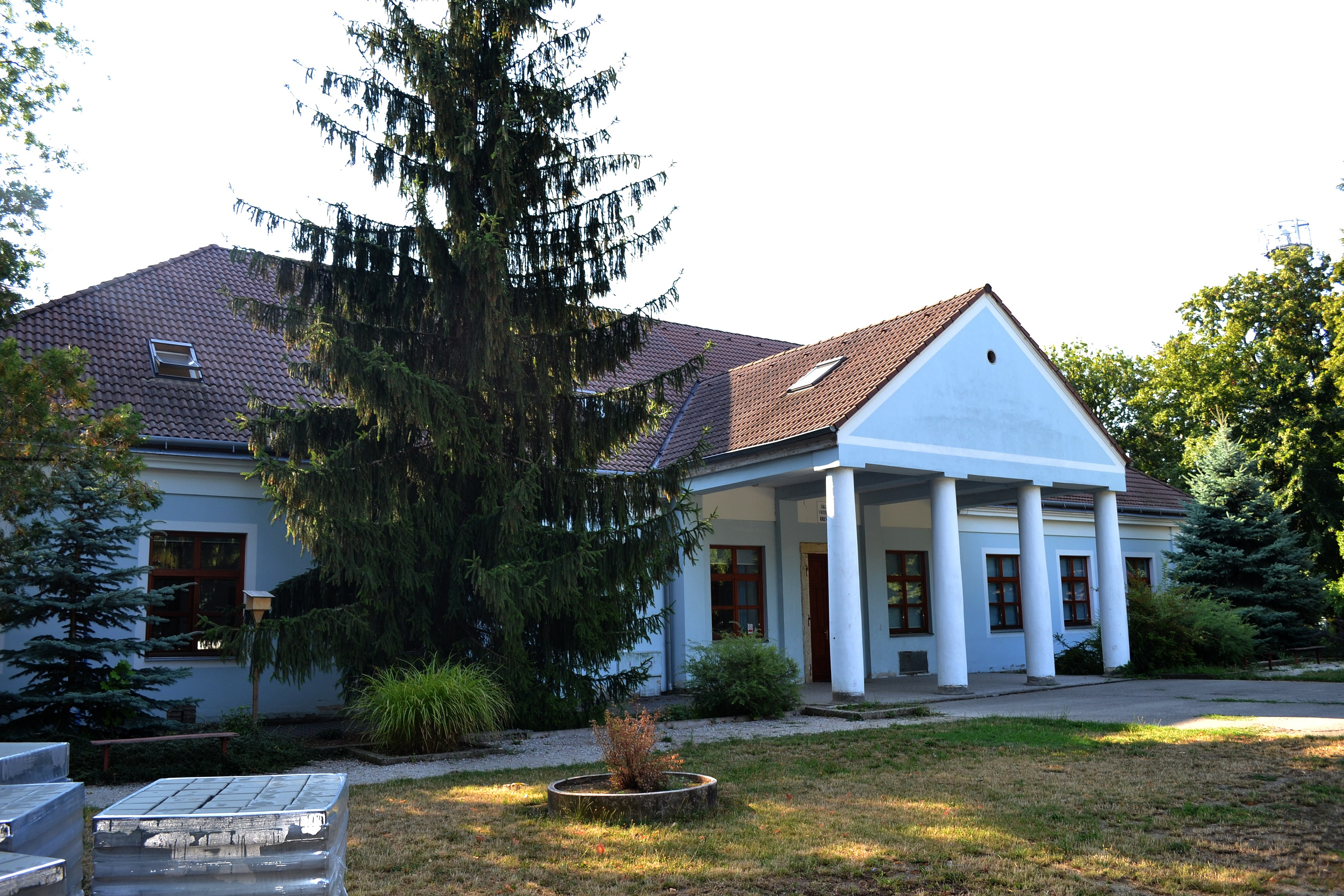
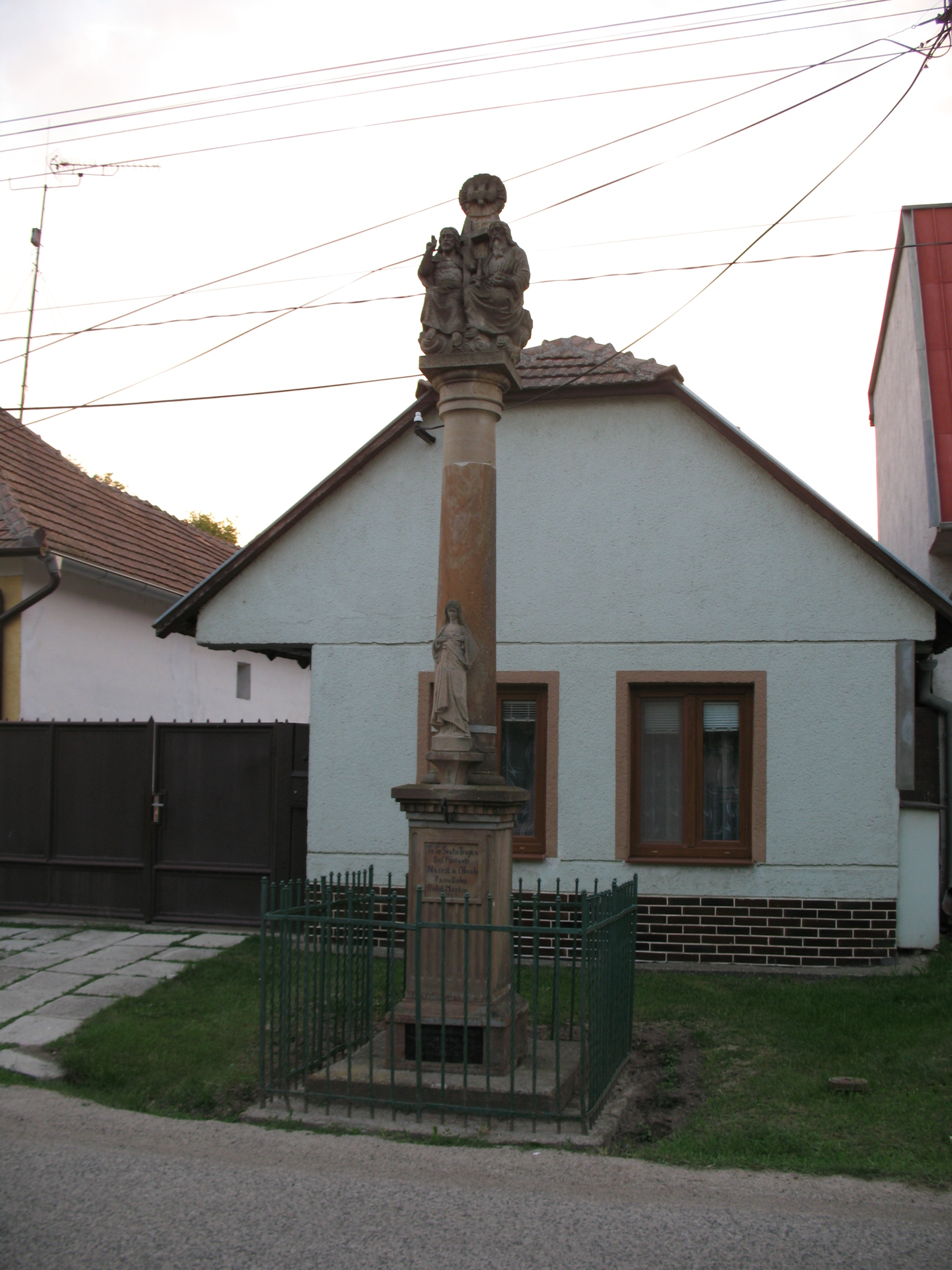
Szentháromság szobor 1887-ből
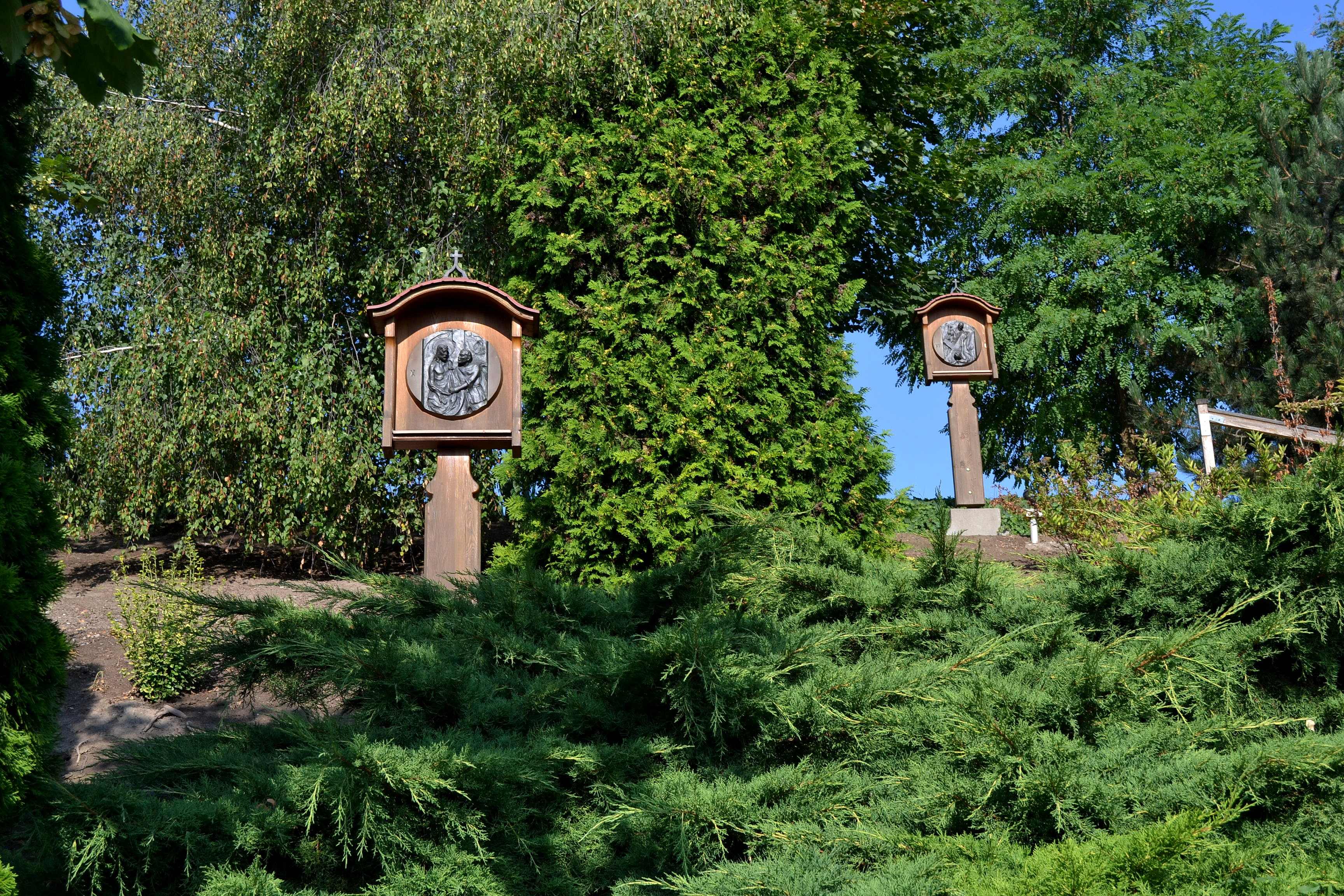

- Keresztelő Szent János tiszteletére szentelt római katolikus temploma 1778-ban épült.
- Szent Márton kápolnája 1767-ből való.
- Barokk kastélya 1826-ban épült, 1948-tól iskolaként működött.